# 黒髪町駅
黒髪町駅（くろかみまちえき）は、熊本県熊本市中央区坪井六丁目にある熊本電気鉄道藤崎線の駅。駅番号はKD07。同線唯一の中間駅である。

## 歴史
- 1951年（昭和26年）10月25日：駅開業。
- 2015年（平成27年）4月1日：交通系ICカード「熊本地域振興ICカード（くまモンのIC CARD）」に対応[1]。
- 2017年（平成29年）
  - 2月22日：当駅 - 藤崎宮前間で脱線事故が発生。
  - 2月23日：当駅 - 藤崎宮前間の電車が運休となったため、当駅が始発終着駅となる[2]。
  - 3月7日：始発列車より全線で運転を再開[3]。
- 2019年（平成31年）
  - 1月9日：当駅 - 藤崎宮前間で再度列車が脱線。藤崎宮前駅 - 御代志駅間が終日運休となる[4]。
  - 1月11日：当駅 - 藤崎宮前間の電車が運休となったため、当駅が始発終着駅となって当駅 - 御代志間の運転が再開。当駅 - 藤崎宮前間は引き続き運休[5]。
  - 2月3日：全線で運行再開[6]。
- 2019年（令和元年）10月1日 - 駅ナンバリング導入[7]。

## 駅構造

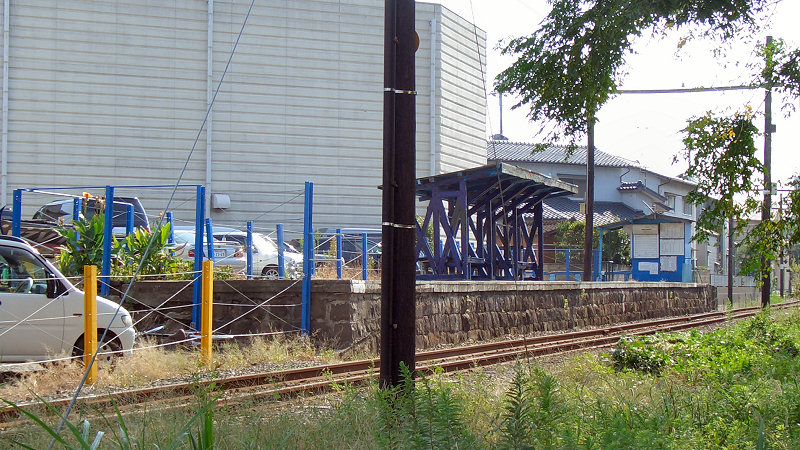
ホーム（2006年9月24日）

単式ホーム1面1線を持つ地上駅である。近隣に高校が多く、朝夕は通学客でホームが大変混雑するため、平日の朝のみ北熊本駅より駅係員が派遣される。平日の朝以降と土曜休日、夏休みなどの休校日は終日無人駅である。
- 営業時間[1]
  - 平日の登校日 7:30 - 8:40
  - 土曜休日・休校日 休み

ICカード読み取り機はホームに入場機のみ設置されており、営業時間帯には改札で出場読み取りも行う。

## 利用状況
| 年度   | 1日平均 乗車人員 | 1日平均 乗降人員 |
| ------ | ---------------- | ---------------- |
| 2012年 |                  | 614              |
| 2013年 |                  | 667              |
| 2014年 | 337              | 697              |
| 2015年 |                  | 758              |
| 2016年 |                  | 808              |
| 2017年 |                  | 674              |
| 2018年 |                  | 589              |

## 駅周辺

### 道路
- 国道3号

### 教育施設
- 熊本県立済々黌高等学校
- 熊本市立黒髪小学校
- 熊本市立必由館高等学校
- 熊本市立竜南中学校
- 九州ルーテル学院大学
- ルーテル学院中学校・高等学校
- 第一幼稚園

### 公共施設
- 熊本市勤労者福祉センター・サンライフ熊本
- 熊本市男女共同参画センター・はあもにい

### 商業施設
- ケンタッキーフライドチキン清水バイパス店
- ナフコ黒髪店

### その他
- 採釣園

## 利用可能なバス路線
以下の路線は全て 熊本電気鉄道（電鉄バス）による運行である。
- 最寄りのバス停留所は駅東側（国道3号）の市立必由館高校前バス停留所

| 系統           | 行先                             | 備考                                                     |
| -------------- | -------------------------------- | -------------------------------------------------------- |
| 郊外方面       |                                  |                                                          |
| C1-2・C1-3     | 菊池プラザ、菊池温泉（堀川経由） | 系統末尾「-2が菊池プラザ行き、-3が菊池温泉行き」となる。 |
| C3-2・C3-3     | 菊池プラザ、菊池温泉（山室経由） | 系統末尾「-2が菊池プラザ行き、-3が菊池温泉行き」となる。 |
| 熊本市内方面   |                                  |                                                          |
| C1系統・C3系統 | 桜町BT、熊本駅前、蓮台寺入口     |                                                          |

## 隣の駅
熊本電気鉄道
■藤崎線
藤崎宮前駅 (KD06) - 黒髪町駅 (KD07) - 北熊本駅 (KD08)